# Черна светлина на сцената
„Черна светлина на сцената“ (на английски: Black Limelight) е австралийски телевизионен филм от 1959 година, заснет от телевизия Ей Би Си.

## Сюжет
Действието във филма се развива в Англия. Една жена се бори да изчисти името на неверния си съпруг от обвиненията, че е убил своята любовница.